# 何蒙库鲁兹

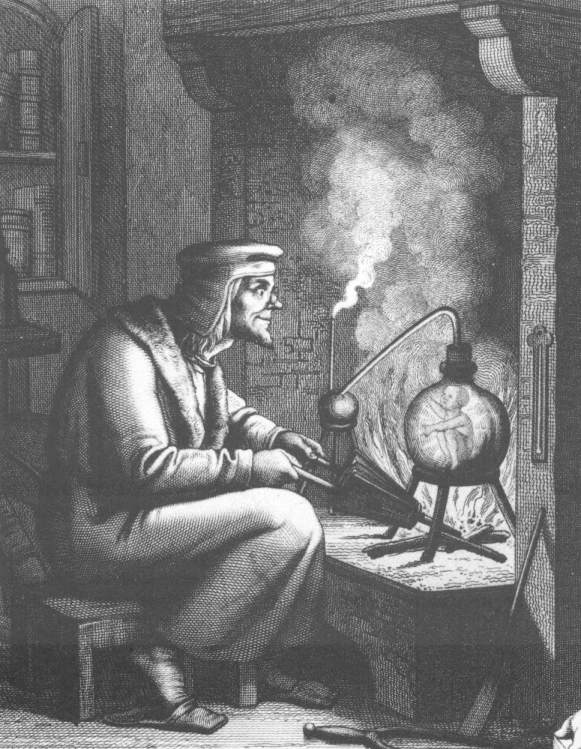
制作何蒙庫魯茲的鍊金術師

何蒙庫魯茲（Homunculus）又稱霍爾蒙克斯，意指中世紀歐洲的鍊金術師所創造出的人工生命，而何蒙庫魯茲词本身亦有小人之意。也指這種創造人工生命的工作本身，即人造人。
其制作方法是、在燒瓶中放入人類的精液以及各種草藥、馬糞并且密封，通过馬糞的發酵作用来進行保温。經過四十天后，燒瓶中就會出現透明且具有人類形狀的物體。但是此時它因為還沒有肉體，需要加入活人的血液，並在四十個星期里保持馬的胎内溫度進行培養。這段期間內，每天都要保證加入新鲜的血液。如果把它拿出燒瓶，或是停止新鲜血液的供應，則會立即死亡。（在有些傳說中，也有規定必須要使用水银燒瓶。）經過這些工作完成的生命，外表和人類兒童基本一樣，但是身體比人類要小很多。何蒙庫魯茲自降生起就具備了各種各樣的知識。
據說歐洲文藝復興時期的鍊金術師帕拉塞爾蘇斯就造出何蒙庫魯茲，但是在他死后，再也沒有出現第二位成功制作出何蒙库鲁兹的人。
據記述，1775年，馮·庫夫斯坦伯爵和意大利神職人員阿貝·格羅尼一起嘗試創造何蒙庫魯茲，用玻璃容器保存在維也納的共濟會一處秘密地點。 據說這些東西被包括當地政要在內的幾個人看到了並且記載埃米爾·貝塞茲尼博士的共濟會手冊內。
之後18～19世紀的德國的文學家約翰·沃夫岡·馮·歌德，在自己創造的歌劇《浮士德》第二部第二幕中也涉及到何蒙庫魯茲相關的題材。在現在諸多的創作中（特别是在日本，如鋼之煉金術師），何蒙庫魯茲也成為了很多動漫以及遊戲的故事題材。
基督教因为认为这种创造人工生命的技术是属于作为创造主的神耶和华的领域，人类不应随意涉足其中而忌讳这种传说。

## 炼金术
在卡尔·荣格的炼金术研究中，他相信第一次在炼金术著作中出现的关于人造人的记录是出现在公元前三世纪的《斯佐摩的幻象》中，虽然在著作中并没有提到“何蒙库鲁兹（人造人）”这个词。在“幻象”一书中，斯佐摩提到自己看到过一个被剑钉住的男人，经历了“无尽的痛苦”，他的眼睛变成了血红色，吐出了他的肉，然后变成了“一个残缺不全的安斯罗帕里恩（一种希腊炼金术概念中的小型魔像，拥有自主意识和思想）站在那个男人的对面并用牙扯下了他的肉，吃了下去。”，一个怪诞并且人格化的咬尾蛇，咬尾蛇是表现炼金术中两种原理的平衡的表现。斯佐摩之后又提到了几个其他的人造人，名字也有叫黄铜人、铅色人之类的，一般来说人造人是“屈服于无尽的痛苦”并变成了炼金产物。斯佐摩在书中并没有提到真正创造了一个虚假的人类，更多的是将无生命金属人格化，来更深度探索炼金术奥秘的概念。
还有其他炼金术师提出的变种，有一种变种是关系到曼德拉草的使用的。大众普遍认为这种植物是靠吊死者的精液（在死亡前最后一次抽搐中产生的）掉地上而成长的，它的根部不同的地方像人类不同的部位。曼德拉草的根要在星期五早上黎明之前由黑狗挖出来，之后洗干净，然后用牛奶和蜂蜜，有些配方中会用鲜血来“喂养”它，这样它会完全成长为一个小人并保护和守卫它的主人。还有第三种方法，由大卫·克里斯蒂安那斯在18世纪吉森大学中提出。用黑色的母鸡产下的蛋，在蛋壳上戳一个极小的孔，在蛋白部分注入米粒大小量的人类精液，用上等的羊皮纸包裹好，在三月第一个月圆之日埋进动物的粪便中，30天后一个微小的人形生物会破壳而出，并帮助和保护它的创造者，作为回报要给予它薰衣草的种子和蚯蚓。